# Aporosa bourdillonii
Aporosa bourdillonii là một loài thực vật thuộc họ Phyllanthaceae. Đây là loài đặc hữu của Ấn Độ.